# Manfred Stromberger
Manfred Stromberger (* 2. Jänner 1954) ist ein österreichischer Politiker (FPK früher BZÖ bzw. FPÖ). Stromberger war von 2009 bis zu seinem Mandatsverzicht 2011 Abgeordneter zum Kärntner Landtag.
Stromberger besuchte nach der Volks- und Hauptschule die Handelsschule und absolvierte danach eine kaufmännische Lehre. Er war 18 Jahre als Gemeinderat in Weitensfeld-Flattnitz und acht Jahre als Bundeskommunalreferent aktiv, arbeitete ab 2003 als Landesgeschäftsführer der FPÖ-Kärnten und trat gemeinsam mit dem Großteil der Kärntner FPÖ-Funktionäre im Zuge der Parteispaltung zum BZÖ über. Seit 16. Dezember 2009 ist Stromberger im Zuge der Kooperation der Freiheitlichen in Kärnten und der FPÖ auf Bundesebene Mitglied der Freiheitlichen in Kärnten und war seit der Angelobung vom 31. März 2009 Abgeordneter im Kärntner Landtag, wo er Bereichssprecher für Volksanwaltschaft, Konsumentenschutz, Sicherheit und Heimatvertriebene war.
Stromberger ist verheiratet, Vater von fünf Kindern und lebt in Glandorf.